# Wladimir Alexandrowitsch Basarow

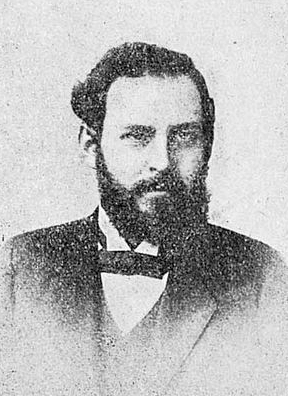
Wladimir Alexandrowitsch Basarow

Wladimir Alexandrowitsch Basarow (russisch Владимир Александрович Базаров, Pseudonym von Wladimir Alexandrowitsch Rudnew, Владимир Александрович Руднев; * 27. Julijul. / 8. August 1874greg. in Tula; † 16. September 1939 in Moskau) war ein russischer Philosoph und Publizist. Das Pseudonym nimmt Bezug auf einen Hauptcharakter in Iwan Turgenews Roman "Väter und Söhne", den nihilistischen Mediziner Jewgeni Basarow.

## Leben
Basarow, der Sohn eines Arztes, absolvierte 1892 das Gymnasium in seiner Heimatstadt. Von 1892 bis 1897 studierte er an der Physikalisch-Mathematischen Fakultät der Moskauer Universität. Im Jahr 1900 studierte er zwei Semester in Berlin. Ab 1895 war er ein aktiver Anhänger der marxistischen sozialdemokratischen Bewegung. Trotz sich häufender Konflikte arbeitete er in den Jahren von 1901 bis 1907 für die Sozialdemokratische Arbeiterpartei Russlands und ab 1904 für ihre bolschewistische Fraktion.
Von 1902 bis 1905 wurde er das erste Mal verbannt, in die Stadt Atschinsk im Gouvernement Jenisseisk. Danach hielt er sich in Westeuropa auf, nach der Rückkehr nach Russland und erneuter Verhaftung von 1911 bis 1914 in Verbannung bei Astrachan. Nach der Februarrevolution 1917 näherte sich Basarow den Menschewiki an. Die Oktoberrevolution von 1917 lehnte er ab und verließ die bolschewistische Partei.
Zwischen 1905 und 1911 erschienen seine wichtigsten Werke, wie Der anarchische Kommunismus und Marxismus, Die autoritäre Metaphysik und die autonome Persönlichkeit, Mystik und Realismus unserer Zeit, sowie das gegen Lenins Materialismus und Empiriokritizismus gerichtete Werk An zwei Fronten.
In den Jahren von 1914 bis 1918 arbeitete er für die Zeitung Iswestija („Nachrichten“), sowie  Sowremennik („Zeitgenosse“) und Nowaja schisn („Neues Leben“).
Während des russischen Bürgerkrieges hielt sich Basarow in Charkow auf, wo er für die menschewistische Zeitschrift Mysl („Der Gedanke“) arbeitete und mit Kritik an der Sowjetmacht in Erscheinung trat. 1920 war er in Jalta Herausgeber der Zeitung Nasch Put („Unser Weg“). Nach dem Sieg der Bolschewiki gab er seine politische Tätigkeit auf und fand sich mit dem neuen System ab.
1921 arbeitete er an der Kommunistischen Akademie Moskau. Von 1922 bis 1933 war er Wirtschaftsfunktionär und im Staatlichen Planungskomitee „Gosplan“ beschäftigt. Zur selben Zeit war er Redaktionsmitglied bei den Zeitschriften Planowoje chosjaistwo („Planwirtschaft“) und Ekonomitscheskoje obosrenije („Ökonomische Umschau“).
Wegen angeblicher Aktivität in „konterrevolutionären Organisationen“, die zu Schädlingstätigkeiten in der Volkswirtschaft führten, wurde Basarow 1930 von der politischen Polizei (GPU) verhaftet und zu fünf Jahren Freiheitsentzug verurteilt.
Nach eineinhalb Jahren Haft in Jaroslawl wurde er nach Saratow verbannt, wo er als wissenschaftlicher Mitarbeiter des Forschungsinstitutes für Ökonomie arbeitete. Ab 1935 lebte er wieder in Moskau, wo er für verschiedene Verlage philosophische Texte und Belletristik übersetzte. 1939 starb Basarow.